# Blueback
Blueback è un film del 2023 diretta da Robert Connolly e tratto dall'omonimo romanzo di Tim Winton.

## Trama
Dopo aver scoperto uno splendido pesce che ribattezza Blueback, l'attivista Abby cerca di impedire l'estinzione del pesce, minacciato da una caccia senza scrupoli da parte dei bracconieri, prendendo esempio dalla madre, anche lei attivista.

## Distribuzione
Il film è stato distribuito nelle sale cinematografiche italiane a partire dal 1º giugno 2023.